# Guardia Nacional de Brasil (propuestas de recreación)
La recreación de la Guardia Nacional de Brasil fue propuesta en 2018 por Geraldo Alckmin y Michel Temer. Para Geraldo Alckmin, la nueva Guardia Nacional tendría el objetivo de reemplazar paulatinamente a la Fuerza Nacional, en la que se crearían brigadas permanentes de apoyo a los Estados en situaciones de crisis, que actuarían en la seguridad de las zonas rurales y brindarían apoyo a las operaciones de la Policía Federal y de la Receita Federal en la represión del contrabando y tráfico de drogas y armas. Cada brigada tendría hasta 5.000 hombres y estaría compuesta por reservistas del servicio militar obligatorio que podrían, "de forma voluntaria y previo pago de honorarios", continuar el servicio militar por un período adicional. Michel Temer, por otro lado, previó la creación de una fuerza militar permanente, enfocada en la vigilancia de las fronteras y la gestión de crisis en los Estados .
Recrear la Guardia Nacional también fue objeto de una idea legislativa en el Senado Federal en 2019, pero sin apoyo suficiente.
En el segundo semestre de 2022, con motivo de la victoria presidencial de Luís Inácio Lula da Silva, defendió la recreación de la Guardia Nacional con los objetivos de modernizar y despolitizar las Fuerzas Armadas, además de organizar una agrupación de choque de esa tropa que se dedicaría a frenar los "actos antidemocráticos".

### Propuesta de enmienda a la Constitución
El Gobierno de Lula estudia una serie de reformas legislativas bajo el argumento de la invasión de la Praça dos Três Poderes el 8 de enero de 2022 y la postura confabuladora de los militares, incluyendo una modificación de la Constitución Federal para crear una Guardia Nacional, lo cual se haría a través de un PEC. Esta nueva fuerza sería de carácter civil, y no tendría componentes de las Fuerzas Armadas, siendo responsable de la seguridad de la Presidencia de la República, así como de la protección de los Tres Poderes y las embajadas, y respondería directamente a al Gobierno Federal y no al Gobierno del Distrito Federal.